# Молитвена чаша
Молитвена чаша је обредни реквизит, неизоставни део свадбеног ритуала, симбол брачне заједнице. Након иницијације, преласка у нови култ, невеста је чува до смрти. 
О значају овог предмета у свадбеном ритуалу Вук Стефановић Караџић је записао:
"Када сватови дођу ђевојачкој кући и сједну за сто, онда (по обичају) отац ђевојачки донесе нову чашу, те из ње пију у здравље. Потом ту чашу спреме уз ђевојку и на венчању запоје из ње вином момка и ђевојку, и то се зове молитвена чаша. Послије вјенчања млада остави молитвену чашу и чува је (спомена ради) до смрти."
У епској народној песми "Диоба Јакшића", Анђелија, верна и "племенита љуба Дмитра Јакшића" поклања молитвену чашу свом деверу молећи да јој заузврат подари коња и сокола, симболе јунаштва и сталешког реда. Мудрим потезом, невеста релативизује материјалну вредност статусних симбола, истиче значај братске љубави и слоге и мири браћу. 